# Буштени
Буштени (рум. Buşteni) град је у у средишњем делу Румуније, у историјској покрајини Влашка. Буштени је важан град у округу Прахова.
Буштени према последњем попису из 2002. године је имао 10.463 становника.
Буштени је познато румунско туристичко одредиште на Карпатима, познато по зимским спортовима.

## Географија
Град Буштени налази се у северном делу покрајине Влашке. Од седишта државе, Букурешта, Буштени је удаљен око 135 км северно.
Град се образовао у области високих Карпата, на приближно 900 метара надморске висине. Буштени лежи на реци Прахова. Дата долина реке је изузетно битна будући да њом иде пут који везује Букурешт са севером државе. 
Дата планинска област Карпата посебно је сликовита и са очуваним шумама. Посебно су значајне планине Бућеги.

## Историја
У месту постоји стара фабрика хартије у власништву румунског краља Фердинанда. Још 19. века ту је летовалиште румунских богаташа.

## Становништво
У односу на попис из 2002., број становника на попису из 2011. се смањио.
| 1966.  | 1977.  | 1992.  | 2002.  | 2011. |
| ------ | ------ | ------ | ------ | ----- |
| 10.781 | 12.223 | 12.486 | 11.787 | 8.894 |

Румуни чине већину градског становништва Буштенија, а од мањина присутни су само Роми.

## Галерија
- Тупична улица Буштенија
- Православна црква у граду
- Градска кућа
- Главна градска улица